# Drymaria arenarioides
Drymaria arenarioides är en nejlikväxtart som beskrevs av Alexander von Humboldt, Aimé Bonpland och J.A. Schultes. Drymaria arenarioides ingår i släktet Drymaria och familjen nejlikväxter.

## Underarter
Arten delas in i följande underarter:
- D. a. arenarioides
- D. a. peninsularis